# Corona di Monomaco

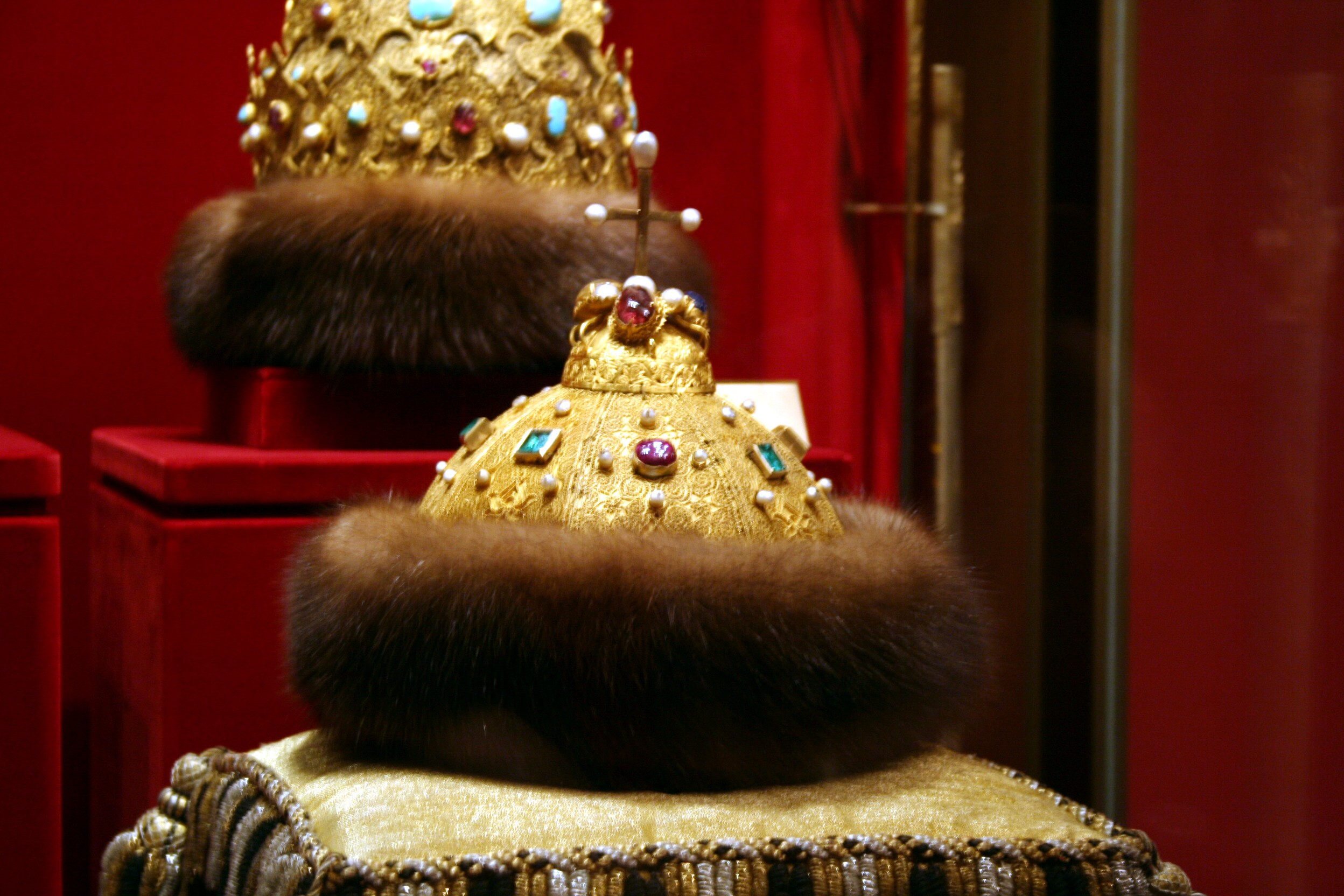
In primo piano, la corona di Monomaco.

La corona di Monomaco (in russo Шапка Мономаха?, Šapka Monomacha), conosciuta anche come la corona dorata (in russo Золотая Шапка?, Zolotaja Šapka), è uno dei simboli dell'autocrazia imperiale russa, ed è la più vecchia delle corone attualmente esposte nell'Armeria del Cremlino a Mosca. Fu la corona di tutti i gran principi di Moscovia e degli zar da Dmitrij Donskoj fino a Pietro il Grande. Il vocabolo monomaco, di origine greca, significa "colui che combatte da solo".
La corona è una papalina in filigrana d'oro dei primi del XIV secolo composta di otto settori, ornata in modo elaborato, guarnita con pelliccia di zibellino e decorata con perle e pietre preziose. La corona è sormontata da una semplice croce d'oro con perle ad ogni estremità.
Le sue origini centro-asiatiche hanno condotto alcuni studiosi moderni a considerare la corona come un dono di Uzbek Khan dell'Orda d'Oro al cognato, Ivan Kalita di Mosca, durante il periodo della dominazione tartara in Russia. Boris Uspensky, in particolare, ritiene che il copricapo tartaro in origine fosse usato durante le cerimonie di incoronazione per simboleggiare la subordinazione del governatore di Moscovia al khan. Ad un certo punto, tra il XV ed il XVI secolo, la corona venne sormontata da una croce.

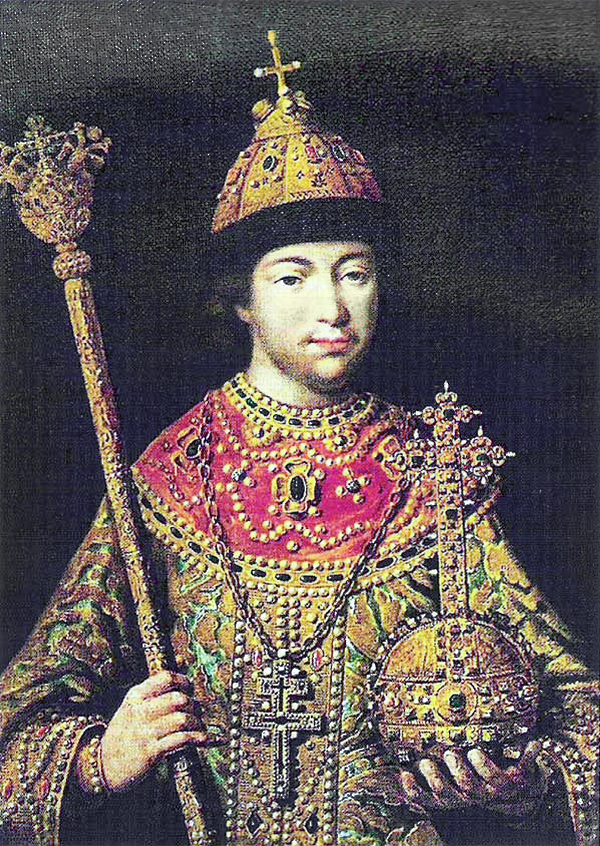
Lo zar Michele I indossa la corona di Monomaco nel 1613.

Una volta che la Russia fu in grado di superare il periodo feudale della sua frammentazione e Ivan III di Mosca e Vladimir si assicurò la posizione di successore degli imperatori romani, nacque una leggenda che narrava come la corona fosse stata regalata dall'imperatore bizantino Costantino IX Monomaco al nipote Vladimir Monomaco, fondatore della città di Vladimir e antenato patrilineare di Ivan III. La leggenda servì quindi quale fondamento per la teoria politica di "Mosca come la Terza Roma". Conseguentemente il copricapo venne ricordato come la corona di Monomaco, denominazione rintracciata per la prima volta in un documento russo del 1518.
Dopo che Ivan il Terribile si auto-incoronò primo zar di Russia con la corona, il re di Polonia gli chiese di spiegargli il significato del suo nuovo titolo; alla domanda, Ivan rispose che chiunque fosse incoronato con la corona di Monomaco è tradizionalmente chiamato zar, perché essa era un dono di uno zar (cioè Costantino IX), il quale aveva spedito il metropolita di Efeso a Kiev per incoronare Vladimir Monomaco con questa corona. La risposta di Ivan fu probabilmente una beffa deliberata, perché all'epoca della morte di Costantino IX Monomaco, Vladimir Monomaco aveva solo due anni e non era ancora il sovrano kievano.
Nel 1721 Pietro il Grande adottò il titolo occidentale di imperatore e, in questa occasione, sostituì la corona di Monomaco con la corona imperiale di Russia.
«Tiara del Monomaco, sei pesante!» è un dialogo di Anna Karenina di Tolstoj con cui Stephan Arkadic si rivolge a Levin.